# Vincenzo Foppa
Vincenzo Foppa (* um 1427 in Bagnolo Mella; † 1516 in Brescia) war ein italienischer Maler in der Renaissance.

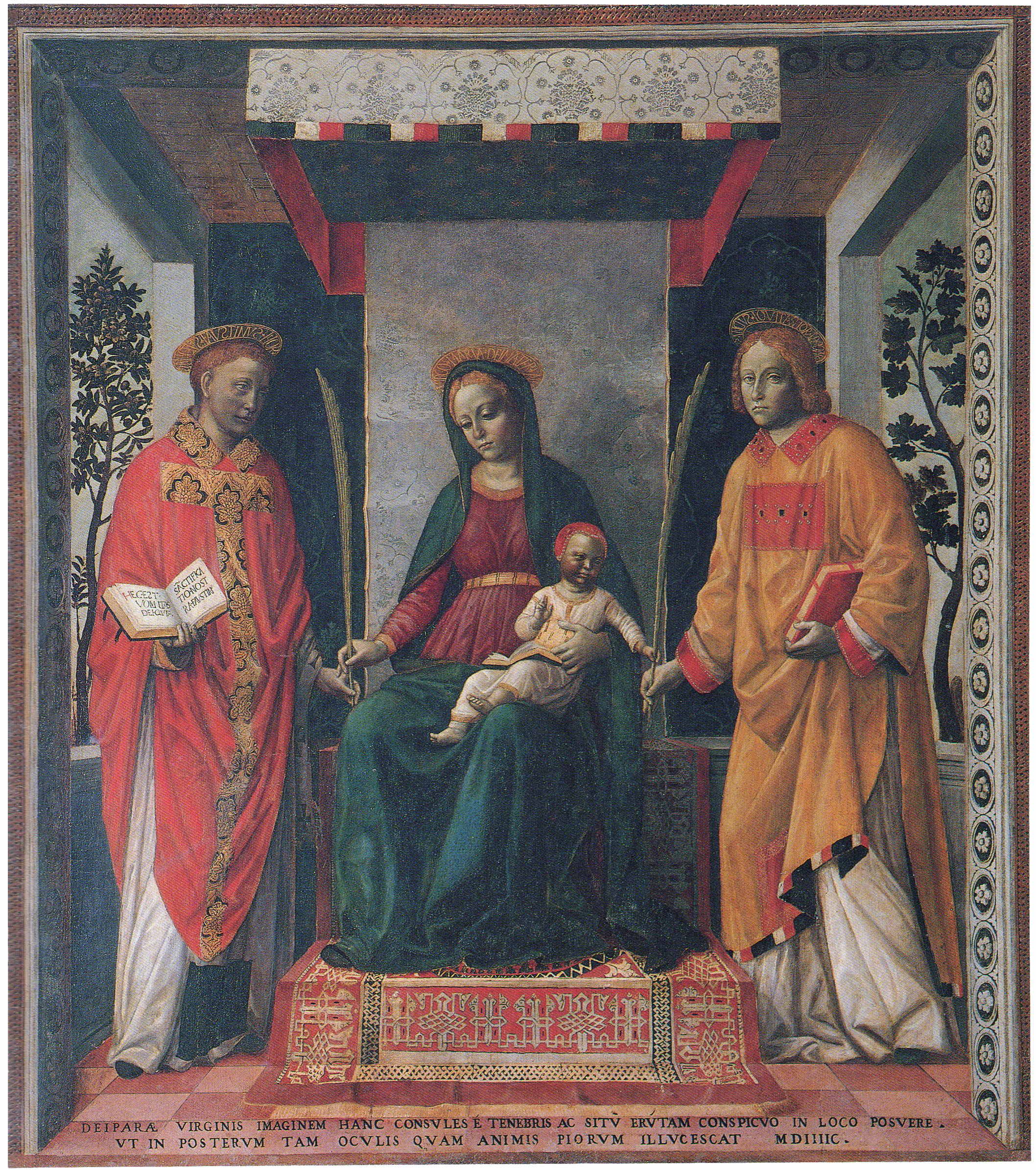
Maria mit Kind und den Heiligen Faustinus und Jovita (Pala dei Mercanti), 1490, Pinacoteca Tosio Martinengo, Brescia

## Leben
Foppa wurde bei Brescia geboren, lernte in Padua und wirkte 1456 bis 1490 hauptsächlich in Pavia mit gelegentlichen Aufenthalten in Mailand, Genua und Savona. Foppas Frühwerk verrät den Einfluss von Jacopo Bellini, doch näherte er sich dann dem Stil seines Zeitgenossen Andrea Mantegna an, der die Hauptrichtung der damaligen italienischen Malerei repräsentierte. Foppa arbeitete viel für die Herzöge von Mailand. Er galt als der Gründer der Mailänder Schule, die mit ihrem Farbgefühl und ihrer Zurückhaltung die norditalienischen Kunst bestimmte, bis sie durch Leonardo da Vinci verändert wurde.

## Galerie

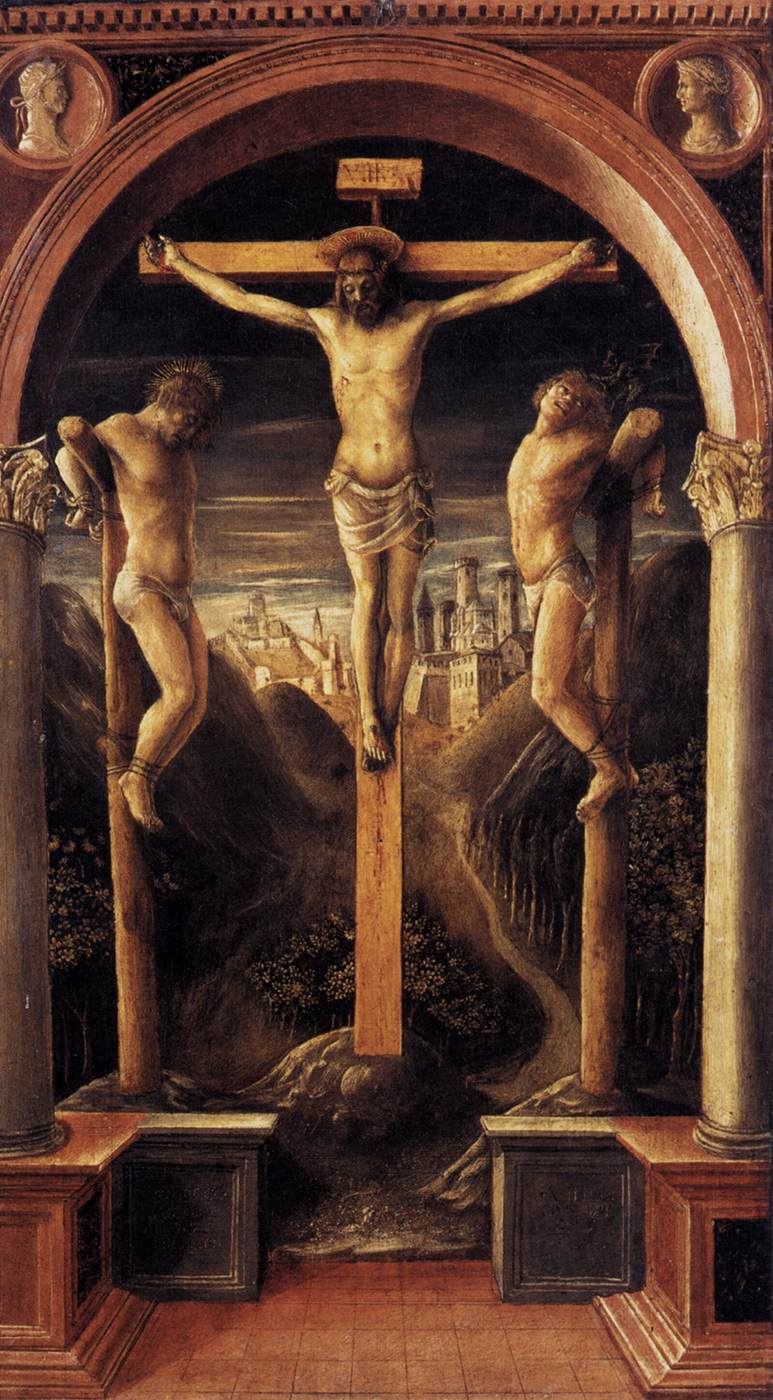
Die drei Gekreuzigten, Accademia Carrara, Bergamo
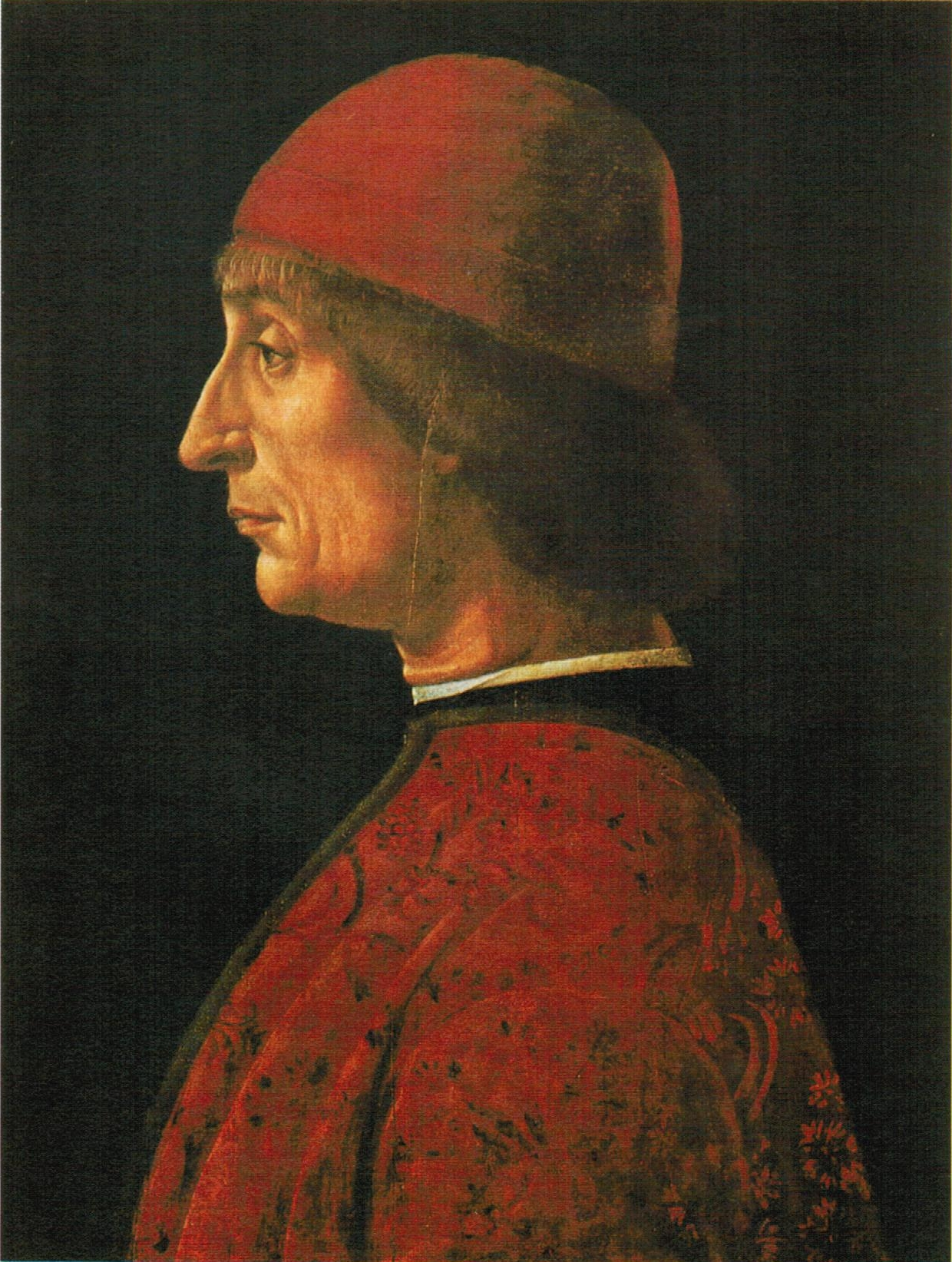
Francesco Brivio, Museo Poldi Pezzoli, Mailand
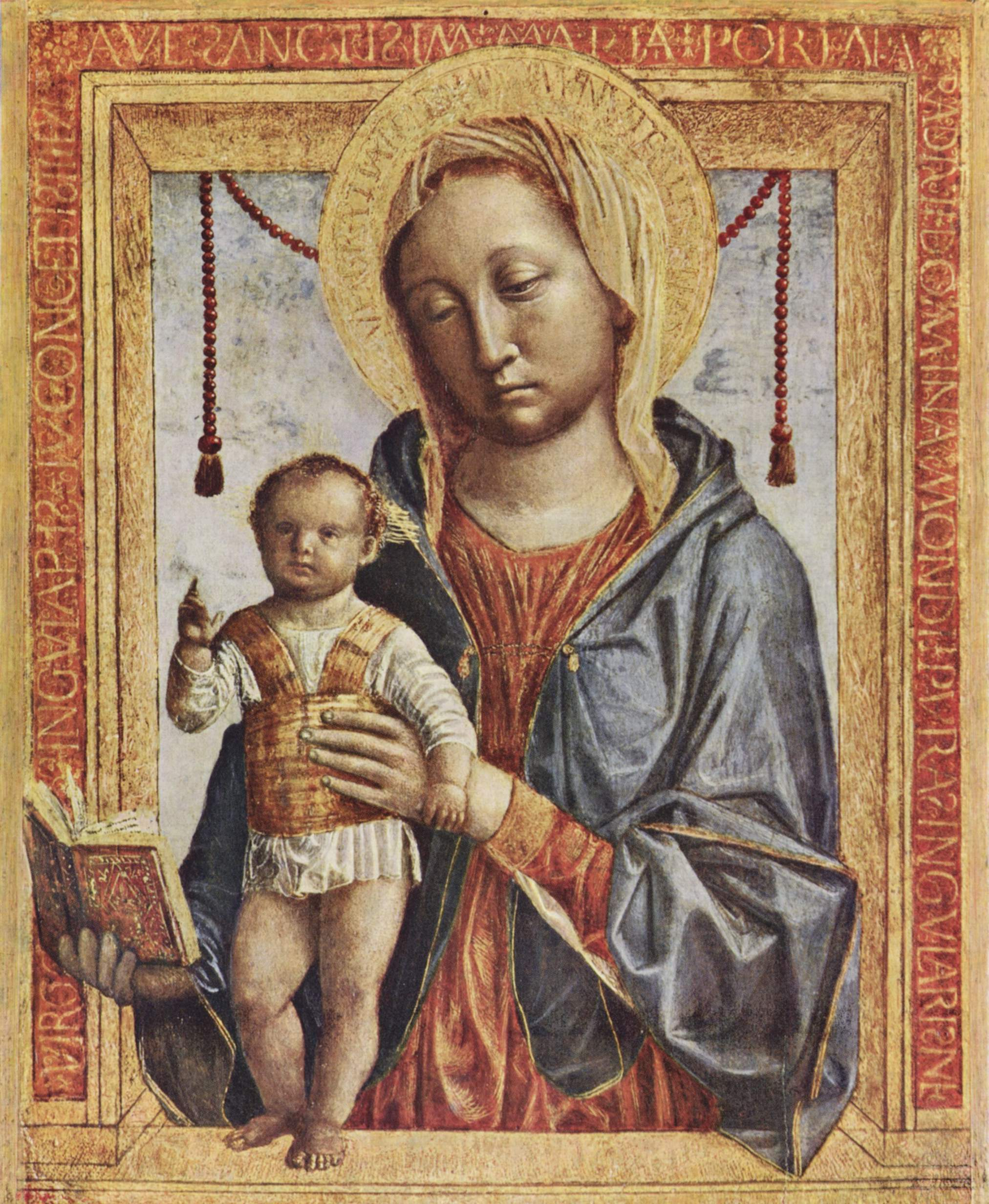
Maria mit Kind, 1464–1468, Civico Museo d´Arte Antica, Castello Sforzesco, Mailand
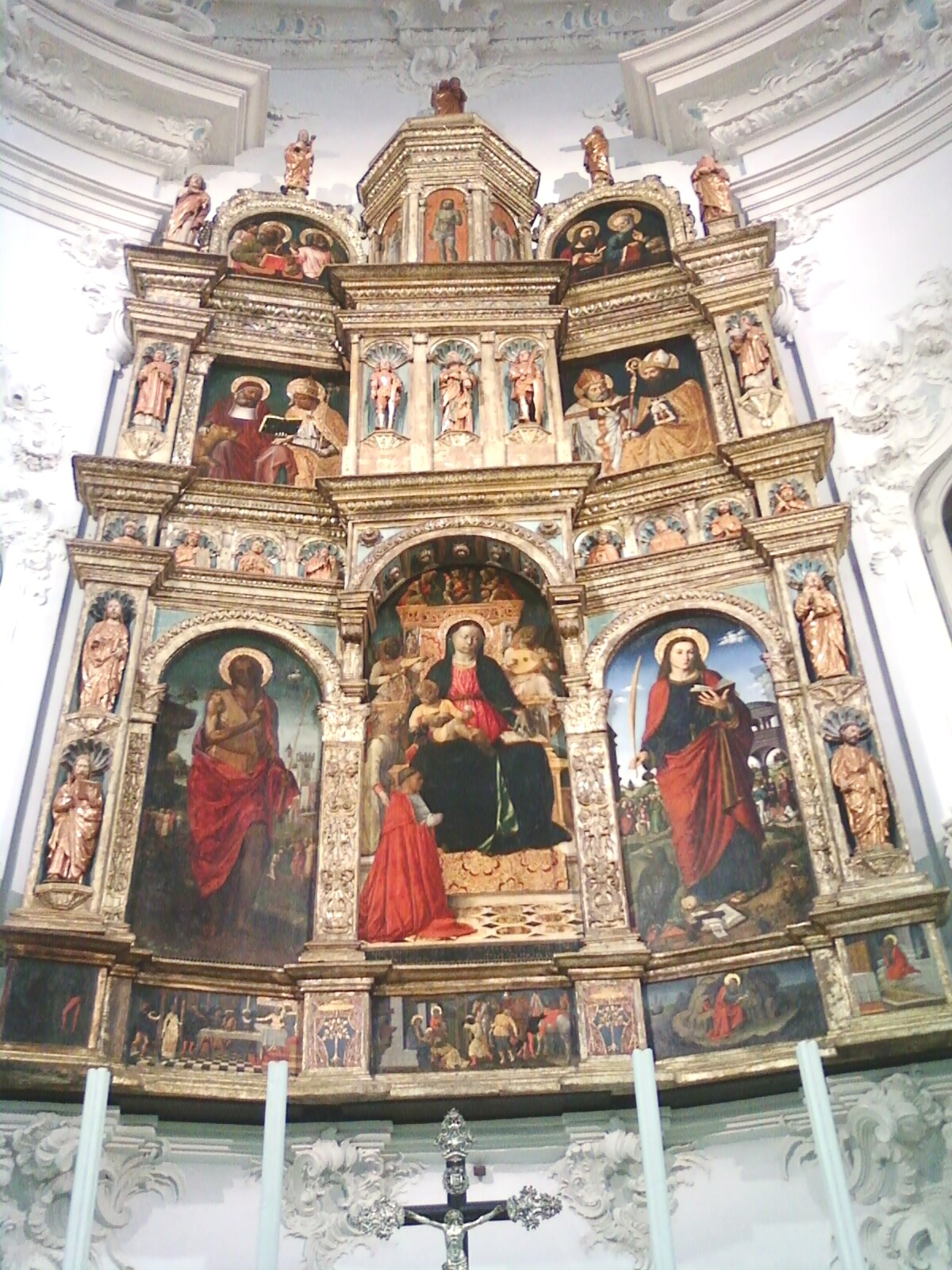
Marien Polyptychon, San Maria di Castello, Savona
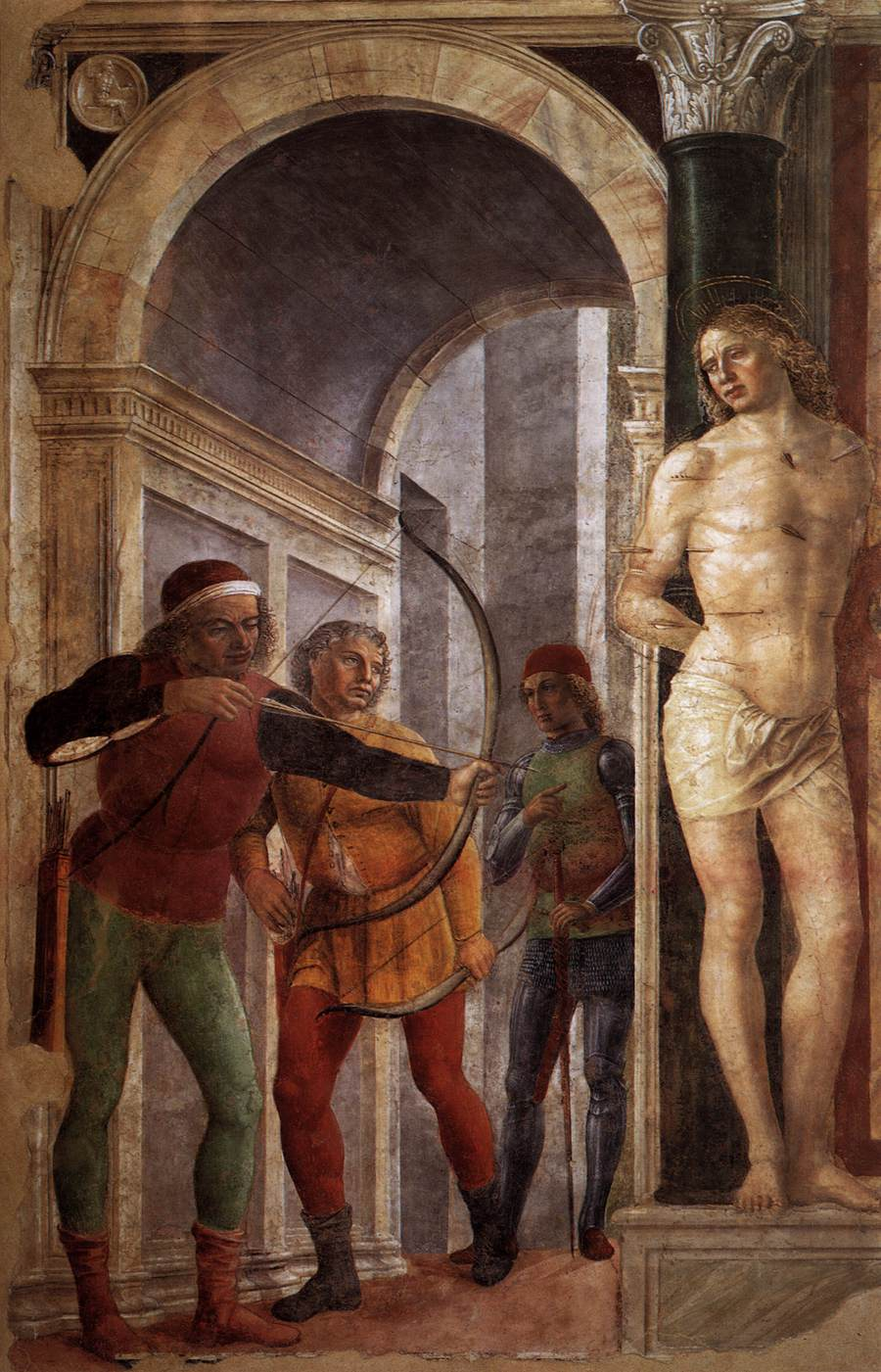
Heiliger Sebastian, Pinakothek Brera
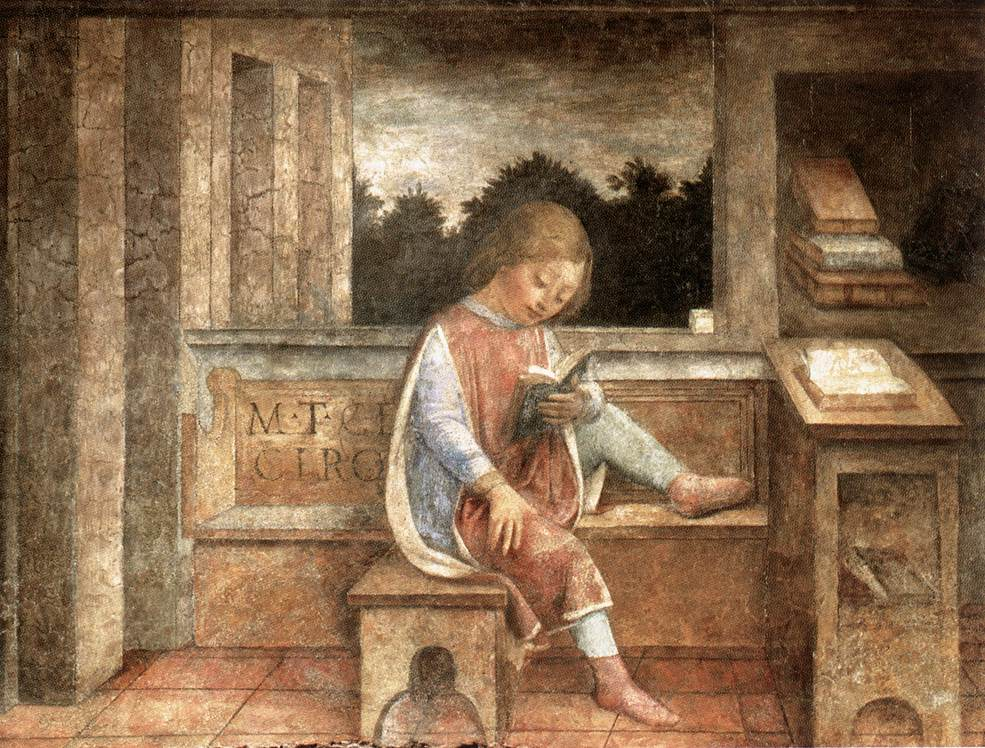
Junger Cicero lesend, Wallace Collection
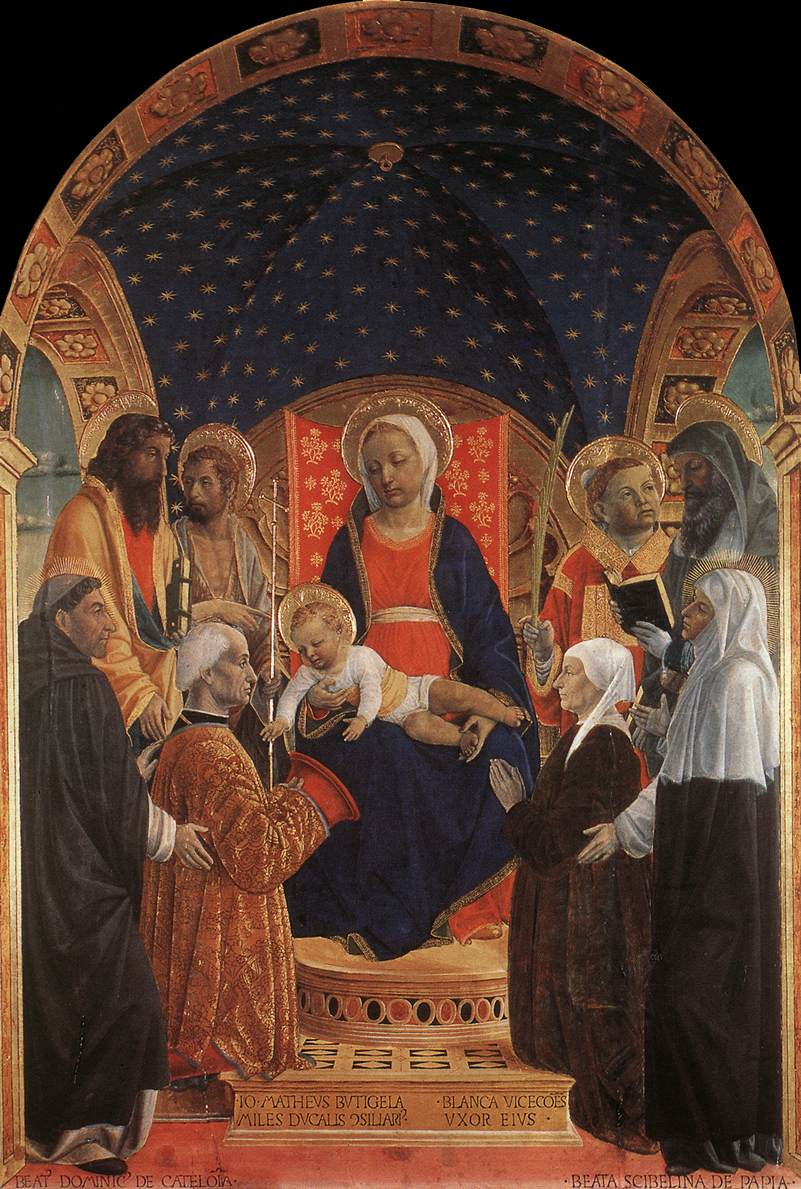
Pala Bottigella, 1480–1485, Musei civici di Pavia